# Zenos
Zenos é um personagem do Livro de Mórmon.
Zenos foi um profeta de Israel na época do Velho Testamento, porém, suas profecias sobre a missão de Cristo só são encontradas no Livro de Mórmon. Zenos profetizou sobre o sepultamento de Jesus Cristo e os três dias de trevas. Também predisse a coligação de Israel.
Jacó, filho de Leí, também citou a parábola de Zenos sobre a oliveira boa e a oliveira brava (jacó:5). Jacó explicou a alegoria de Zenos e ensinou acerca da oração e adoração. Zenos ensinou que a redenção virá pelo Filho de Deus.
Um dos ensinos mais poderosos de Zenos foi sobre a restauração dos Lamanitas. Ele também testificou sobre a destruição na época da morte de jesus Cristo. Zenos era um homem de muita fé e que em momento algum negava seu testemunho ousado. Acabou sendo assassinado por não negar seu testemunho sobre Deus.